# Tiefenlockerung

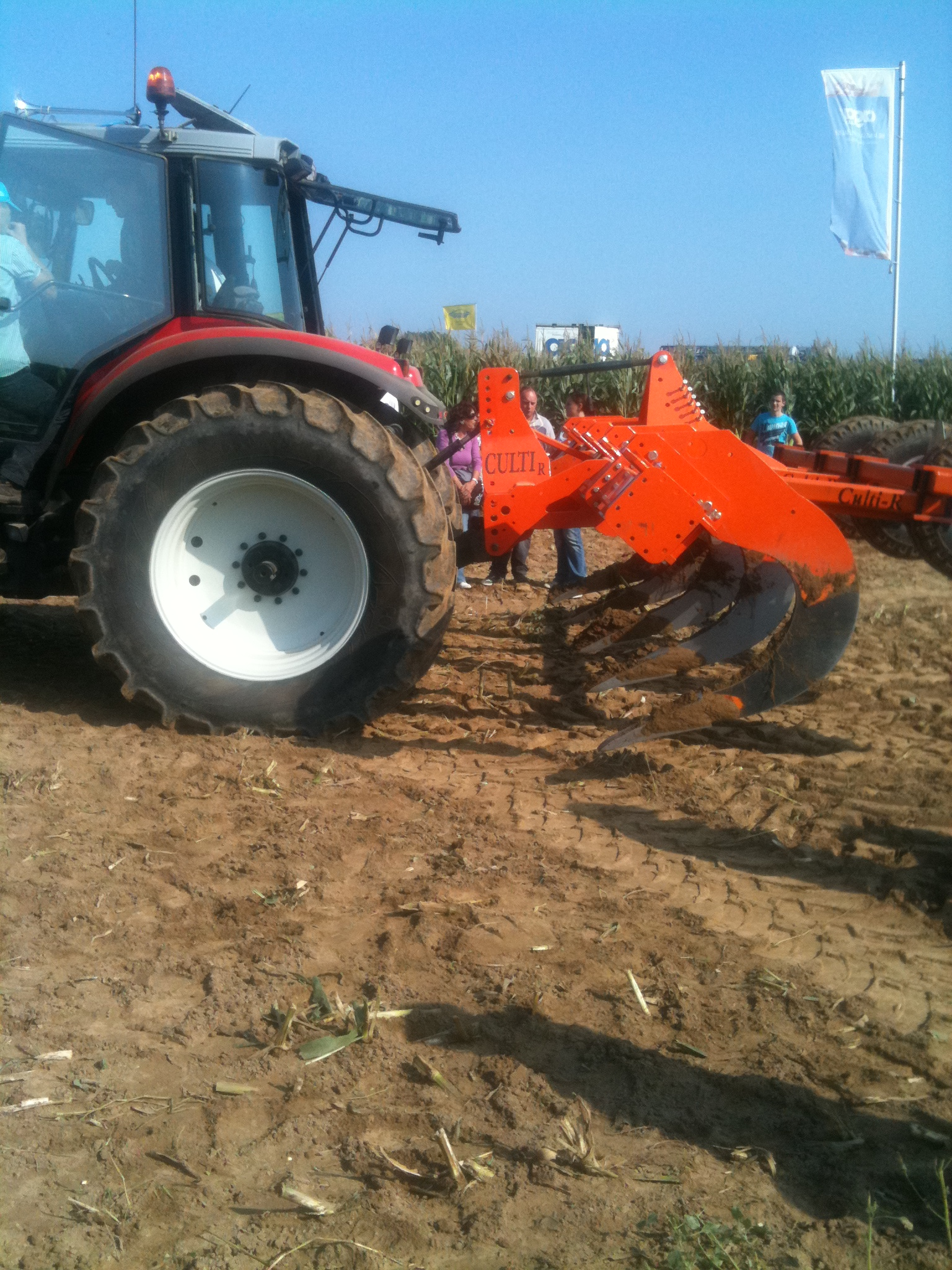
Untergrundlockerer

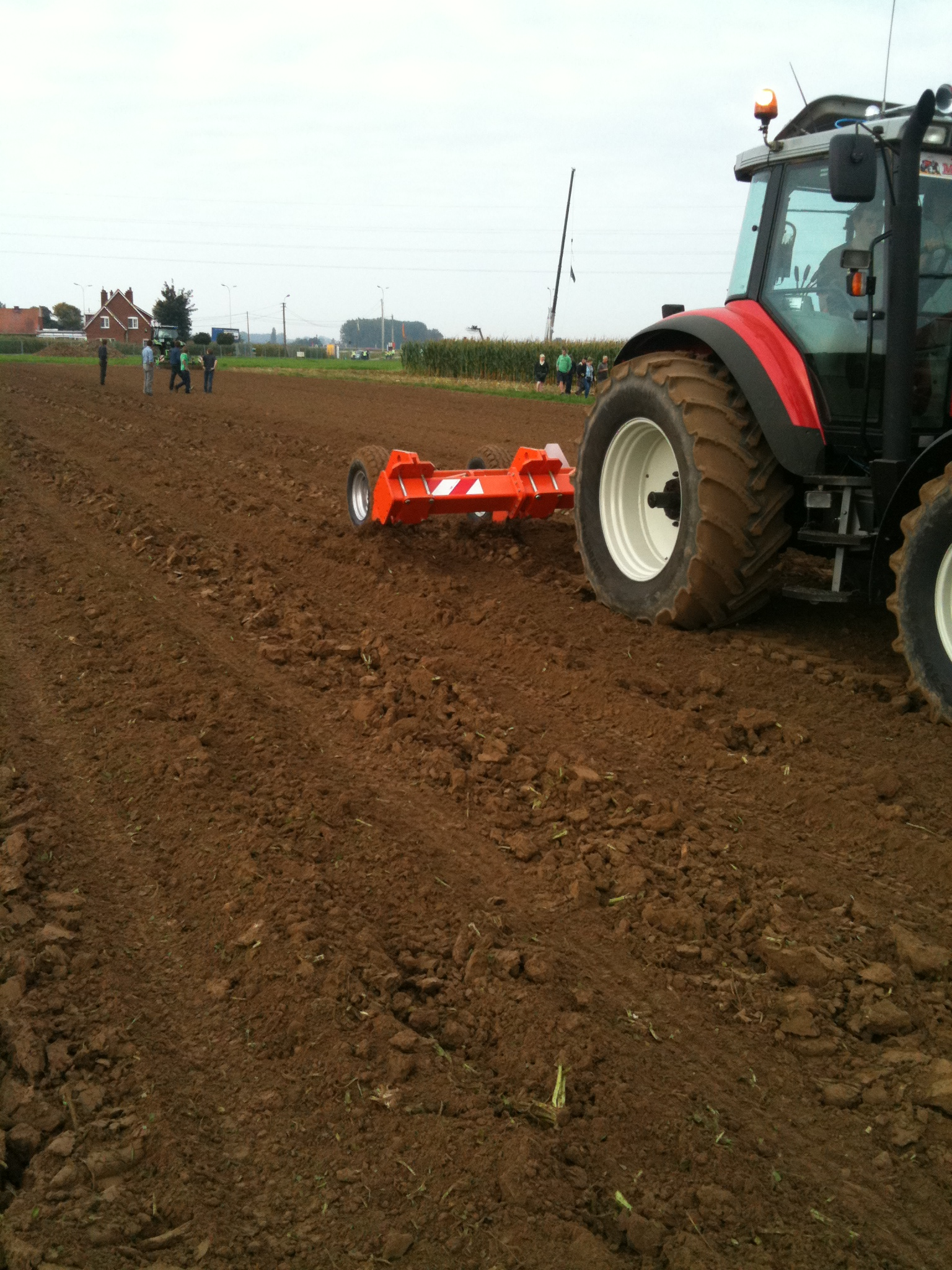
Derselbe Tiefenlockerer bei der Arbeit mit vollem Tiefgang

Als Tiefenlockerung bezeichnet man in der Landwirtschaft und im Gartenbau ein mechanisches Aufbrechen verdichteter, das Wurzelwachstum behindernder und gegebenenfalls auch wasserstauender Schichten im Unterboden ab ca. 30 cm Tiefe. Ursache von Unterbodenverdichtungen können zum Beispiel Pflugsohlen, Ortstein oder vorausgegangene Baumaßnahmen unter Einsatz schwerer Maschinen sein. Zur Tiefenlockerung werden spezielle grubberähnliche ein- und mehrzinkige Geräte mit starren oder auch durch Zapfwelle des Traktors angetriebenen beweglichen Lockerungsscharen eingesetzt; bei Pflugsohlenverdichtungen genügt manchmal aber auch die Verwendung eines besonders stabil aufgebauten Schwergrubbers. Die gängigen Arbeitstiefen von 60 bis 90 cm bedingen das Aufbringen einer bedeutenden Zugkraft durch den Traktor. Um ein durchgreifendes Aufbrechen (Lockern) des Unterbodens zu erreichen, sollte der Boden möglichst trocken und damit nur wenig plastisch verformbar sein. Um den gelockerten Boden zu stabilisieren, wird die Tiefenlockerung häufig mit einer Meliorationskalkung verbunden.